# Eutichurus ferox
Eutichurus ferox is een spinnensoort uit de familie van de Cheiracanthiidae.
De wetenschappelijke naam van de soort werd in 1897 gepubliceerd door Eugène Simon.